# Petr Hudec (1978)
Petr Hudec (* 16. srpna 1978) je český podnikatel a youtuber známý především díky svým technologickým recenzím na YouTube kanále Huramobil.

## Život a kariéra
Narodil se v roce 1978, žije v Praze. Je členem Asociace českých instruktorů zimních sportů. Ve volném čase se rád věnuje jízdě na motorce. Hovoří plynně anglicky, částečně rovněž německy.

### Huramobil
V roce 1997 založil společnost NetComp provozující obchod Huramobil (někdy též Hurámobil). V roce 2001 firma otevřela první kamenné pobočky v Pardubicích a Kolíně, postupem času jich měla v jednu chvíli celkem jedenáct. Její hlavní náplní je od roku 2003 provoz e-shopu, na kterém prodává převážně mobilní telefony a příslušenství k nim, avšak ve svých počátcích prodávala také fotoaparáty či parfémy. Společnost vlastní rovněž jednou kamennou prodejnu v pražských Vinohradech.
V roce 2015 se e-shop umístil jako jeden z finalistů v soutěži ShopRoku 2015 pořádané společností Heureka. V roce 2018 se umístil v anketě Křišťálová Lupa v kategorii Marketingová inspirace. V hlasování odborné poroty v kategorii pak vyhrál. Firma měla v roce 2019 deset zaměstnanců a vlastnila dvě kamenné pobočky.

### Působení na sociálních sítích
V prosinci 2014 založil pro obchod vlastní YouTube kanál se stejnojmenným názvem. Hlavním účelem jeho založení bylo zvýšení obratu internetového obchodu. První video na něj nicméně nahrál v říjnu 2015. Zveřejňuje na něm recenze mobilních telefonů, příslušenství k nim a dalších technologických produktů – jde o podobný či totožný sortiment, který prodává na svém e-shopu. Vysílá také pravidelný pořad Huránews, ve kterém shrnuje novinky ze světa mobilních telefonů a dalších technologií. K publikování videí využívá i internetovou televizi Stream.cz. Recenze zveřejňuje rovněž v písemné podobě na svém webu Huramobil.cz. Na svém YouTube kanále pořádá také živá vysílání zvaná Hurástream, na kterých rozebírá novinky v oblasti technologií či odpovídá na divácké otázky. Podobný formát zaujímají také večerní živá vysílání zvaná Nightstream. Živé přenosy pak vysílá také na platformě Twitch. Působí rovněž jako šéfredaktor pro technologický magazín techArena. Spolupracuje s řadou technologických firem, mezi největší patří Samsung či Alza.
V roce 2023 jej magazín Forbes zařadil na sedmé místo nejvýdělečnějších youtuberů Česka.